# Ranking Respect Fair Play UEFA
Ranking Respect Fair Play UEFA – zestawienie federacji członkowskich Unii Europejskich Związków Piłkarskich (UEFA) tworzone w celu promowania zasad fair play w rozgrywkach piłki nożnej. Kryteria rankingu obejmują styl i zachowanie się w czasie meczów ligowych, pucharowych i mistrzowskich piłkarzy, działaczy i kibiców. Od 1995 roku na jego podstawie przyznawane są 3 specjalne miejsca w rozgrywkach Ligi Europy UEFA (do 2009 – Pucharu UEFA).

## Zasady tworzenia rankingu
Ranking Respect Fair Play tworzony jest w każdym sezonie – brane pod uwagę są wszystkie mecze rozegrane przez drużyny klubowe i reprezentacje w rozgrywkach krajowych i międzynarodowych UEFA między 1 maja a 30 kwietnia. W zestawieniu ujmowane są wyłącznie federacje, których drużyny rozegrały w tym czasie odpowiednio ustaloną liczbę spotkań. Punkty w rankingu przyznawane są przez delegatów meczowych w konsultacji z sędzią głównym i obserwatorem.
Punktacja Respect Fair Play w poszczególnych spotkaniach opiera się na 6 kryteriach:
- czerwone i żółte kartki – od bazowej wartości 10 punktów, odejmuje się 1 punkt za kartkę żółtą i 3 za czerwoną; w przypadku, gdy kartka czerwona została przyznana po drugiej żółtej, odejmuje się tylko 3 punkty, zaś gdy została przyznana po jedynej żółtej kartce, odejmowane są 4 punkty;
- gra pozytywna – można przyznać 1–10 punktów; premiowana jest gra atrakcyjna dla kibiców, uwzględnia się aspekty pozytywne (np. przyspieszanie tempa gry, preferowanie gry ofensywnej, zachowywanie płynności gry, dążenie do zdobywania kolejnych bramek po osiągnięciu oczekiwanego rezultatu) i negatywne (np. opóźnianie i spowalnianie tempa gry, taktyka oparta na faulowaniu, wymuszanie fauli);
- zachowanie wobec przeciwników – można przyznać 1–5 punktów; nagradzane jest przestrzeganie zasad gry i zachęcanie do tego członków drużyny (również trenerów i działaczy), pozytywne gesty wobec rywali (np. pomoc kontuzjowanemu zawodnikowi); pod uwagę należy również brać wyjątkową brutalność w grze i przewinienia niedostrzeżone przez arbitrów, jednak tak, aby nie dublowała punktacji przyznanej za kartki;
- zachowanie wobec sędziów – można przyznać 1–5 punktów; nagradzane jest szanowanie sędziów i respektowanie podejmowanych przez nich decyzji, np. przyjmowanie kontrowersyjnych decyzji bez protestowania;
- zachowanie ławki rezerwowych – można przyznać 1–5 punktów; od osób na ławce rezerwowych, w tym sztabu trenerskiego, oczekuje się starań na rzecz podniesienia poziomu sportowego i moralnego swojej drużyny, promowania zasad fair play; pod uwagę brane są np. reakcje na decyzje sędziów i współpraca z przedstawicielami mediów;
- zachowanie publiczności – można przyznać 1–5 punktów; premiowane jest zaangażowanie kibiców drużyn w doping zgodny z duchem fair play i tworzenie pozytywnej atmosfery widowiska, połączone z szacunkiem wobec przeciwników i sędziów; kryterium to jest brane pod uwagę tylko w przypadku obecności na trybunach znaczącej liczby widzów, w przeciwnym razie ocenę pomija się.

Tak zdobyte punkty sumuje się i dzieli przez maksymalną liczbę punktów do zdobycia. Jeśli pod uwagę brane jest kryterium zachowania publiczności, maksimum punktów wynosi 40, jeśli nie – 35. Otrzymaną liczbę mnoży się razy 10 i podaje do części tysięcznych, zaokrągloną w dół.

## Przyznawanie miejsc w Lidze Europy UEFA
Od 2009 każda z 3 pierwszych federacji w rankingu Respect Fair Play otrzymuje po 1 dodatkowym miejscu w I rundzie kwalifikacyjnej Ligi Europy UEFA (o ile federacje te osiągnęły próg średniej 8 punktów). Przysługują one zwycięzcom rankingów krajowych lub najwyżej sklasyfikowanym w nich drużynom, które w inny sposób nie zakwalifikowały się do rozgrywek UEFA.
W latach 1995–2008 ranking służył do przyznawania 3 dodatkowych w Pucharze UEFA. 1 z nich miał zagwarantowane jego zwycięzca, o 2 pozostałe mogły ubiegać się – poprzez losowanie – wszystkie federacje, których średnia osiągnęła co najmniej 8 punktów. Do 1998 miejsca w Pucharze UEFA były przyznawane nie konkretnym zespołom, a federacjom, które mogły nimi swobodnie dysponować – nie były wówczas jeszcze prowadzone rankingi krajowe.

## Zwycięzcy rankingu
Łącznie od 1995 roku dodatkowe miejsca w Lidze Europy UEFA i Pucharze UEFA przyznano na podstawie Rankingu Respect Fair Play 21 federacjom.
| Rok  | Zwycięzcy | Zwycięzcy           | Wybrani przez losowanie | Wybrani przez losowanie | Wybrani przez losowanie | Wybrani przez losowanie | Przypisy      |
| Rok  | Federacja | Federacja           | Federacja               | Federacja               | Federacja               | Federacja               | Przypisy      |
| ---- | --------- | ------------------- | ----------------------- | ----------------------- | ----------------------- | ----------------------- | ------------- |
| 1995 | Norwegia  | Norwegia            | Anglia                  | Anglia                  | Luksemburg              | Luksemburg              | [ 2 ]         |
| 1996 | Szwecja   | Szwecja             | Rosja                   | Rosja                   | Finlandia               | Finlandia               | [ 2 ]         |
| 1997 | Norwegia  | Norwegia            | Anglia                  | Anglia                  | Szwecja                 | Szwecja                 | [ 2 ]         |
| 1998 | Anglia    | Anglia              | Finlandia               | Finlandia               | Norwegia                | Norwegia                | [ 2 ]         |
| Rok  | Federacja | Drużyna             | Federacja               | Drużyna                 | Federacja               | Drużyna                 | Przypisy      |
| 1999 | Szkocja   | Kilmarnock          | Norwegia                | FK Bodø/Glimt           | Estonia                 | Viljandi Tulevik        | [ 2 ]         |
| 2000 | Szwecja   | IFK Norrköping      | Belgia                  | Lierse SK               | Hiszpania               | Rayo Vallecano          | [ 2 ]         |
| 2001 | Białoruś  | Szachcior Soligorsk | Finlandia               | Myllykosken Pallo-47    | Słowacja                | Matador Púchov          | [ 2 ]         |
| 2002 | Norwegia  | SK Brann            | Anglia                  | Ipswich Town            | Czechy                  | Sigma Ołomuniec         | [ 2 ] [ 3 ]   |
| 2003 | Anglia    | Manchester City     | Francja                 | RC Lens                 | Dania                   | Esbjerg fB              | [ 2 ] [ 4 ]   |
| 2004 | Szwecja   | Östers IF           | Armenia                 | Mika Erywań             | Ukraina                 | Illicziweć Mariupol     | [ 2 ] [ 5 ]   |
| 2005 | Norwegia  | Viking FK           | Niemcy                  | 1. FSV Mainz 05         | Dania                   | Esbjerg fB              | [ 2 ] [ 6 ]   |
| 2006 | Szwecja   | Gefle IF            | Belgia                  | KSV Roeselare           | Norwegia                | SK Brann                | [ 2 ] [ 7 ]   |
| 2007 | Szwecja   | BK Häcken           | Norwegia                | Lillestrøm SK           | Finlandia               | Myllykosken Pallo-47    | [ 8 ] [ 9 ]   |
| 2008 | Anglia    | Manchester City     | Niemcy                  | Hertha BSC              | Dania                   | FC Nordsjælland         | [ 10 ] [ 11 ] |

| Rok  | Zwycięzcy | Zwycięzcy       | 2. miejsce | 2. miejsce           | 3. miejsce | 3. miejsce                | Przypisy |
| Rok  | Federacja | Drużyna         | Federacja  | Drużyna              | Federacja  | Drużyna                   | Przypisy |
| ---- | --------- | --------------- | ---------- | -------------------- | ---------- | ------------------------- | -------- |
| 2009 | Norwegia  | Rosenborg BK    | Dania      | Randers FC           | Szkocja    | Motherwell                | [ 12 ]   |
| 2010 | Szwecja   | Gefle IF        | Dania      | Randers FC           | Finlandia  | Myllykosken Pallo-47      | [ 13 ]   |
| 2011 | Norwegia  | Aalesunds FK    | Anglia     | Fulham               | Szwecja    | BK Häcken                 | [ 14 ]   |
| 2012 | Norwegia  | Stabæk          | Finlandia  | Myllykosken Pallo-47 | Holandia   | Twente                    | [ 15 ]   |
| 2013 | Szwecja   | Gefle IF        | Norwegia   | Tromsø IL            | Finlandia  | IFK Mariehamn             | [ 16 ]   |
| 2014 | Norwegia  | Tromsø IL       | Szwecja    | IF Brommapojkarna    | Finlandia  | Myllykosken Pallo-47      | [ 17 ]   |
| 2015 | Holandia  | Go Ahead Eagles | Anglia     | West Ham United      | Irlandia   | University College Dublin | [ 18 ]   |

## Nadchodzące zmiany
Począwszy od sezonu 2016/17, zamiast przyznawania dodatkowych miejsc w Lidze Europy, federacje mają dostawać nagrody pieniężne. Nagrody te mają być przyznawane dla najlepszej federacji, dla federacji, która się najbardziej poprawiła i dla federacji, której widzowie zachowywali się najlepiej. Zmienione mają być także daty okresu oceny federacji - zamiast od 1 maja danego roku do 30 kwietnia roku następnego, ma to być okres od 1 lipca do 30 czerwca następnego roku. Sezon 2015/16 ma być sezonem przejściowym i punktacja ma być obliczana do 30 czerwca 2016.